# Schadeverzekering
Een schadeverzekering is een verzekering die tot doel heeft een verzekerde na het optreden van een verzekerd risico schadeloos te stellen. De definitie van schadeverzekering wordt door de wetgever opgesteld.

## Europa
In de Europese Unie heeft het Europees Hof van Justitie een definitie gegeven, namelijk de overeenkomst waarbij "de verzekeraar zich tegen voorafgaande betaling van een premie ertoe verbindt de verzekerde bij het intreden van het verzekerde risico de dienst (in geld of in natura) te verlenen die bij het sluiten van de overeenkomst is overeengekomen". De lidstaten geven zelf een verdere invulling aan de definitie.

## Nederland
De schadeverzekering wordt in Nederland gedefinieerd in het Burgerlijk Wetboek (BW) en de Wet op het financieel toezicht (Wft). Volgens het BW is een schadeverzekering een "verzekering strekkende tot vergoeding van vermogensschade die de verzekerde zou kunnen lijden". De Wft volgt de definitie van het BW met enkele aanvullingen en beperkingen:
- Natura-uitvaartverzekering is geen schadeverzekering;
- ongevallenverzekering is altijd een sommenverzekering;
- Financiële instrumenten zoals derivaten zijn geen schadeverzekering;
- Schadeverzekering is ook de sommenverzekering die géén levensverzekering is;
- De uitkeringsplicht is het gevolg van een onzeker voorval of onzekere omstandigheid.

Het meest van belang zijn de bepalingen uit het Burgerlijk Wetboek. Tenzij anders vermeld wordt het Burgerlijk Wetboek gevolgd.

### Nederlandse schadeverzekeraars
De grootste Nederlandse schadeverzekeraars (waaronder zorgverzekeraars) zijn, naar premie-omvang (cijfers 2006)
1. Achmea, 31,1%
2. Uvit, 19,0%
3. CZ Groep, 10,2%
4. Menzis, 8,2%
5. Delta Lloyd Groep, 6,6%
6. Fortis, 4,9%
7. ING, 3,4%
8. Allianz, 2,2%
9. SNS Reaal, 1,8%
10. Aegon, 1,3%

(Voor het marktaandeel bij zorg- en levensverzekeringen, zie de desbetreffende artikelen, voor een totaaloverzicht zie verzekeringsmaatschappij).

### Algemeen
Bij schadeverzekeringen wordt na het plaatsvinden van het onzekere voorval (verzekering) de werkelijke schade vastgesteld en uitgekeerd. Hierbij is het indemniteitsbeginsel van groot belang. Art. 7:960 BW bepaalt dat een verzekerde alleen recht heeft op vergoeding van de schade.

### Verzekerde som
Bij het aangaan van de verzekering wordt een verzekerde som vastgesteld, die:
- het bedrag is waarvoor de verzekerde zijn belang wenst te dekken;
- het maximum aangeeft tot waar schade wordt vergoed;
- het bedrag aangeeft waarover de premie wordt berekend.

Bij een schade van enige omvang wordt vastgesteld of de verzekerde som wel in overeenstemming is met de waarde van het verzekerde object. Hierbij kan onder-, over- dan wel dubbelde verzekering worden geconstateerd.

#### Premier-risque
De hoogte van de verzekerde som kan niet altijd van tevoren worden bepaald. Ook kan het voorkomen dat de kans erg klein is dat het hele verzekerde object verloren gaat. Denk in het eerste geval aan aansprakelijkheidsverzekeringen: van tevoren kan de omvang van de aan derden veroorzaakte schade niet worden vastgesteld. In het tweede geval zal er veelal sprake zijn van een bedrijfsmatige verzekering. Als voorbeeld: de kans dat de hele voorraad handelsgoederen van Vroom & Dreesmann in één keer verloren gaat is dermate klein dat niet de hele handelsvoorraad verzekerd hoeft te worden (aangenomen dat de voorraad over meerdere locaties verspreid ligt opgeslagen). In de geschetste voorbeelden (Aansprakelijkheidsverzekeringen en Vroom & Dreesmann) is er sprake van een verzekering op premier risque basis.

### Algemene uitsluitingen
Op nagenoeg alle schadeverzekeringen zijn een aantal schadeoorzaken uitgesloten. Deze schadeoorzaken zijn onder te verdelen in molest en (natuur)rampen.

#### Molest
Molest is (verzekeringstechnisch gezien) schade die is ontstaan in conflictsituaties. Op 2 november 1981 zijn veertien definities van molestbegrippen gedeponeerd bij de Arrondissementsrechtbank in Den Haag onder nummer 136/1981.
De veertien vormen van molest die worden onderscheiden, zijn:
1. Gewapend conflict: elk geval waarin staten of andere georganiseerde partijen elkaar - met gebruik van militaire machtsmiddelen - bestrijden. Ook gewapend optreden van een Vredesmacht van de Verenigde Naties valt onder deze definitie.
2. Burgeroorlog: een min of meer georganiseerde gewelddadige strijd tussen inwoners van een staat, waarbij een belangrijk deel van de inwoners is betrokken.
3. Opstand: georganiseerd gewelddadig verzet binnen een staat, gericht tegen het openbaar gezag.
4. Binnenlandse onlusten: min of meer georganiseerde gewelddadige handelingen, die zich op verschillende plaatsen binnen een staat voordoen.
5. Oproer: een min of meer georganiseerde plaatselijke gewelddadige beweging, gericht tegen het openbaar gezag.
6. Muiterij: een min of meer georganiseerde gewelddadige beweging van leden van een gewapende macht, die gericht is tegen het gezag waaronder zij zijn gesteld.
7. Terrorisme: gewelddadige handelingen die worden begaan door een organisatie om indruk te maken op de bevolking en om een klimaat van onzekerheid te scheppen.
8. Sabotage: kwaadwillige handelingen, niet begaan door de verzekerde zelf, die zijn gericht op het verhinderen van normaal functioneren van een dienst of onderneming of het belemmeren van het verkeer.
9. Vordering: het beschikbaar stellen van (on)roerende zaken en rechten op grond van een maatregel van iemand die overheidsgezag uitoefent.
10. Werkstaking: het gemeenschappelijk niet of slechts voor een deel uitvoeren van legitiem opgedragen werk door een aantal werknemers in een onderneming.
11. Lock-out: het door een werkgever - als strijdmiddel in een arbeidsconflict - verbieden of verhinderen aan een groep werknemers of het hele personeel om deel te nemen aan het arbeidsproces. Deze lock-out moet gepaard gaan met stopzetting van loonbetaling.
12. Bedrijfsbezetting: het zonder toestemming van de werkgever aanwezig zijn op een bedrijfsterrein, waarbij de werkgever wordt gehinderd in de toegang tot het terrein en/of in de uitoefening van zijn taak en bevoegdheden.
13. Model-actie: het op zodanige wijze toepassen van een in of uit wet/arbeidsovereenkomst vervat c.q. voortvloeiend voorschrift voor legitiem opgedragen arbeid, dat een normale bedrijfsvoering wordt belemmerd.
14. Rellen, relletjes of opstootjes: incidentele geweldmanifestaties.

#### Wettelijk verbod
Volgens de Wet op het financieel toezicht mogen verzekeraars gewapend conflict, een burgeroorlog, een opstand, binnenlandse onlusten, oproer en muiterij niet verzekeren. Voor de overige molestvormen is wél dekking op (de meeste) verzekeringen. Voor terrorisme geldt hiervoor een beperking. Deze beperking houdt in dat alle verzekeraars tezamen maximaal € 1 mld vergoeden.
Wettekst:
Het is een schadeverzekeraar met zetel in Nederland verboden schaden te verzekeren veroorzaakt door of ontstaan uit gewapend conflict, burgeroorlog, opstand, binnenlandse onlusten, oproer of muiterij die zich in Nederland voordoen. In zee-, transport-, luchtvaart- en reisverzekeringen is het evenwel toegestaan risico’s van molest te verzekeren in de algemeen gebruikelijke molestclausules zolang de Nederlandsche Bank daartegen geen bedenkingen naar voren heeft gebracht.
In de Parlementaire behandeling wordt verder beschreven dat ‘dit verbod is opgenomen, omdat oorlogsmolest onaanvaardbare financiële risico’s met zich meebrengt. Door de grootte van de schade kan de verzekeraar in financiële problemen raken, waardoor ook andere verzekerden worden gedupeerd'.

#### (Natuur)rampen
Een aantal (natuur)rampen zijn uitgesloten van dekking. De reden is doorgaans voor de hand liggend: door de (natuur)ramp kan een dusdanig grote schade ontstaan dat de verzekeraar in financiële problemen kan komen. Daarnaast belegt een verzekeraar vaak in onroerend goed. De waarde van de bezittingen van de verzekeraar zal door een (natuur)ramp ook aangetast kunnen worden.
De volgende (natuur)rampen worden doorgaans niet verzekerd:
- Aardbeving
- Vulkanische uitbarsting
- Overstroming
- Atoomkernreacties

## Indeling
Schadeverzekeringen worden doorgaans ingedeeld in drie categorieën. Het is daarbij niet van belang of er sprake is van een particuliere- dan wel een bedrijfsmatige verzekering.

### Brandverzekering
In tegenstelling tot wat de naam doet vermoeden (en vaak wordt gedacht), zijn brandverzekeringen veel meer dan een verzekering tegen brand. Verzekeringen voor opstallen, inboedels en inventarissen vallen onder de brandverzekeringen. Naast brand dekken brandverzekeringen ook onder meer storm, blikseminslag, ontploffing, inbraak, diefstal enz. Bij particuliere verzekeringen is vaak dekking tegen alle onheilen mogelijk.
Onder de categorie brandverzekeringen vallen:
- Opstalverzekering
- Inboedelverzekering
- Kostbaarhedenverzekering
- Inventarisverzekering
- Bedrijfsschadeverzekering

### Transportverzekering
Een transportverzekering is van oudsher een verzekering van een schip en van vervoerde lading (al dan niet per schip). Inmiddels zijn er vele transportverzekeringen. Veel transportverzekeringen dekken de goederen, het schip en de aansprakelijkheid van de vervoerder.

### Variaverzekering
Dit is de afsluitende categorie. Zoals de naam al zegt vallen onder de variaverzekeringen alle verzekeringen die niet onder een andere rubriek ingedeeld kunnen worden, zoals:
- Reisverzekering
- Rechtsbijstandverzekering
- Autoverzekering
- Ongevallenverzekering
- Zorgverzekering
- Aansprakelijkheidsverzekering
- Arbeidsongeschiktheidsverzekering